# Dúnadani
Dúnadani (Númenorejci) jsou fiktivní národ z Tolkienova Pána prstenů. Nejvíce zmínek o tomto národě je v další Tolkienově knize Silmarillion.

## Historie
Dúnadáni jsou původem lidé, kterým Valar (bohové) darovali ostrov Númenor a prodloužili jejich život. Nejdříve byli Númenorejci, pod vedením Elrondova bratra Elrose (který si na rozdíl od svého bratra vybral život člověka), národ, který žil v míru a často pomáhali národům ve Středozemi. Později se však stávali stále arogantnějšími a začali se u národů Středozemě vydávat za bohy. Čím více záviděli bohům Valinor, tím kratší měli život (původně žili až 400 let a nyní se někteří dožívali "jen" 100 let). Avšak konečnou zhoubou Númenoru byl Sauron. Sauron se nechal porazit a zajmout, aby byl odvezen na Númenor. Později díky němu tam začali uctívat Morgotha a on jim poručil zaútočit na Valinor. Toto byl jediný moment v historii Ardy, kdy zasáhl Eru Ilúvatar do osudu tohoto světa. Zničil Númenorské lodě a téměř úplně odřízl Valinor od zbytku světa. Také potopil Númenor. Samozřejmě ne všichni z Dúnadanů přisluhovali Sauronovi. Skupinka vedená Elendilem a jeho syny Isildurem a Anárionem unikla zkáze Númenoru a podařilo se jim usídlit ve Středozemi, kde vybudovali říše Gondor a Arnor. Potom se Dúnadani spojili s elfy a v Bitvě na Dagorladu a následném obléhání Barad-dûr byl Sauron poražen tehdejším elfským králem Gil Galadem který v boji padl a Elendilem (Isildur prsten odříznul ze Sauronova mrtvého těla po jeho poražení). Dúnadáni se postupně mísili s lidmi a tak ztráceli i zbytky své dlouhověkosti. Velké množství Dúnadanů obývalo pozdější Angmar. Byli však poraženi Pánem nazgûlů a někteří (tzv. černí Dúnadani) se k němu přidali. Poslední bitva byla svedena na Mohylových vrších. Po této ráně už zbyli jen toulaví Dúnadani, kteří si začali říkat Hraničáři. Poslední Dúnadan z Isildurovy linie byl Arathornův syn Aragorn.